# Milwaukee Bucks 1986-1987
La stagione 1986-87 dei Milwaukee Bucks fu la 19ª nella NBA per la franchigia.
I Milwaukee Bucks arrivarono terzi nella Central Division della Eastern Conference con un record di 50-32. Nei play-off vinsero il primo turno con i Philadelphia 76ers (3-2), perdendo poi la semifinale di conference con i Boston Celtics (4-3).

## Roster
| N° | Naz.                   | Ruolo | Sportivo         | Anno | Alt. | Peso |
| -- | ---------------------- | ----- | ---------------- | ---- | ---- | ---- |
| 2  | Stati Uniti (bandiera) | GA    | Junior Bridgeman | 1953 | 196  | 95   |
| 4  | Stati Uniti (bandiera) | G     | Sidney Moncrief  | 1957 | 191  | 82   |
| 5  | Stati Uniti (bandiera) | G     | Scott Skiles     | 1964 | 185  | 82   |
| 10 | Stati Uniti (bandiera) | G     | Mike Glenn       | 1955 | 188  | 79   |
| 10 | Stati Uniti (bandiera) | G     | John Lucas       | 1953 | 191  | 79   |
| 11 | Stati Uniti (bandiera) | G     | Keith Smith      | 1964 | 191  | 82   |
| 12 | Stati Uniti (bandiera) | GA    | Don Collins      | 1958 | 198  | 86   |
| 15 | Stati Uniti (bandiera) | G     | Craig Hodges     | 1960 | 188  | 86   |
| 22 | Stati Uniti (bandiera) | GA    | Ricky Pierce     | 1959 | 193  | 93   |
| 24 | Stati Uniti (bandiera) | GA    | Dudley Bradley   | 1957 | 198  | 88   |
| 25 | Stati Uniti (bandiera) | GA    | Paul Pressey     | 1958 | 196  | 84   |
| 31 | Stati Uniti (bandiera) | A     | Cedric Henderson | 1965 | 203  | 95   |
| 34 | Stati Uniti (bandiera) | A     | Terry Cummings   | 1961 | 206  | 100  |
| 35 | Stati Uniti (bandiera) | GA    | Jerry Reynolds   | 1962 | 203  | 91   |
| 40 | Stati Uniti (bandiera) | AC    | Jerome Henderson | 1959 | 211  | 104  |
| 40 | Stati Uniti (bandiera) | C     | Marvin Webster   | 1952 | 216  | 102  |
| 41 | Stati Uniti (bandiera) | AC    | Hank McDowell    | 1959 | 206  | 98   |
| 43 | Stati Uniti (bandiera) | AC    | Jack Sikma       | 1955 | 211  | 104  |
| 44 | Stati Uniti (bandiera) | AC    | Paul Mokeski     | 1957 | 213  | 113  |
| 45 | Stati Uniti (bandiera) | C     | Randy Breuer     | 1960 | 221  | 104  |
| 50 | Stati Uniti (bandiera) | C     | Chris Engler     | 1959 | 211  | 111  |
| 54 | Stati Uniti (bandiera) | GA    | Kenny Fields     | 1962 | 196  | 100  |

## Staff tecnico
- Allenatore: Don Nelson
- Vice-allenatori: Del Harris, Rick Majerus (fino al 1º aprile), Les Habegger